# ギルバート・ホリス (第3代クレア伯爵)
第3代クレア伯爵ギルバート・ホリス（英語: Gilbert Holles, 3rd Earl of Clare、1633年4月24日 – 1689年1月16日）は、イングランド貴族。

## 生涯
第2代クレア伯爵ジョン・ホリスとエリザベス・ヴィアー（Elizabeth Vere、1623年 – 1683年12月、初代ティルベリーのヴィアー男爵ホレス・ヴィアーの娘）の次男（長男ジョンは早世）として、1633年4月24日に生まれ、5月18日にハックニーで洗礼を受けた。
1645年から1660年まで外国で過ごした後、1660年の仮議会でノッティンガムシャー選挙区の代表として庶民院議員を務めた。庶民院委員会に参加せず演説もしなかったが、野党の長老派と同様に投票したとされ、1661年イングランド総選挙では再選されなかった。1666年1月2日に父が死去すると、クレア伯爵の爵位を継承、以降は貴族院でカントリ派の一員として投票、1674年1月には国王チャールズ2世が弁論から撤退すべきと動議した。ジェームズ2世にも反対し、1688年11月には自由な議会を求める請願に署名した。
1660年8月から1674年頃までノッティンガムシャー副統監を務めた。
1689年1月16日にホルボーンで死去、長男ジョンが爵位を継承した。

## 家族
1655年7月9日、グレース・ピアポント（Grace Pierrepont、1702年7月没、ウィリアム・ピアポントの娘）と結婚、3男4女を儲けた。
- エリザベス（1657年頃 – 1725年11月9日） - 1676年5月9日、初代バーナード男爵クリストファー・ヴェインと結婚、子供あり
- ジョン（1662年 – 1711年） - 第4代クレア伯爵、後に初代ニューカッスル＝アポン＝タイン公爵に叙爵
- ウィリアム - 早世
- デンゼル（Denzell） - 生涯未婚
- メアリー - ヒュー・ボスコーエン（Hugh Boscawen）と結婚
- アン（Ann）
- グレース（1668年頃 – 1700年9月13日） - 1686年5月21日、初代ペラム男爵トマス・ペラムと結婚、子供あり

晩年は妻との関係がよくなく、妻が「朝から晩まで遊び道楽」と愚痴をこぼしたという。